# Anne-Lisa Amadou
Anne-Lisa Amadou (sinh ngày 4 tháng 3 năm 1930 ở Oslo, từ trần ngày 19 tháng 3 năm 2002 ở Oslo) là nhà nghiên cứu văn học người Na Uy.

## Sự nghiệp
Bà đậu bằng tiến sĩ với bản luận án «Dikteren og hans verk. En studie i Marcel Prousts estetikk» (Nhà thơ và tác phẩm. Một nghiên cứu về thẩm mỹ của Marcel Proust) năm 1966. Bà làm giáo sư môn văn học Pháp ở Đại học Oslo từ năm 1970 tới năm 1982.
Anne-Lisa Amadou đã có công trình đáng kể về dịch thuật và truyền bá văn học, trong đó bà đã dịch một loạt tiểu thuyết của Marcel Proust På sporet av den tapte tid (À la recherche du temps perdu) I-XII (1963-1992) 

## Giải thưởng
- Giải Bastian (Bastianprisen) (1981) [2]
- Giải Lời nói tự do (1984) [3]
- Giải dịch giả của Hội đồng Văn hóa Na Uy (Norsk kulturråds oversetterpris).
- Ordre des Palmes académiques của Pháp.[4]

## Tác phẩm
- 1970 Tartuffes ansikt og andre essays om Molière
- 1978 Elleve franske romanstudier om Marcel Proust
- 1994 Å gi kjærligheten et språk om Sigrid Undset